# أوكتايابرسك
اوكتايابرسك (الروسية: Октябрьск) هي إحدى مدن روسيا في الكيان الفدرالي الروسي سمارا أوبلاست.

## اقرأ أيضًا
- تشوخلوما